# In-A-Gadda-Da-Vida (album)
In-A-Gadda-Da-Vida je druhé studiové album americké kapely Iron Butterfly, vydané v roce 1968. V hitparádovém žebříčku Billboard 200 se umístilo na čtvrté příčce a na různých příčkách vydrželo celkem 140 týdnů. Alba se již během prvního roku po vydání prodalo několik milionů kusů a stalo se vůbec prvním hudebním albem, které získalo titul platinové desky od RIAA. In-A-Gadda-Da-Vida je 31. nejprodávanější album na světě (viz Seznam nejprodávanějších hudebních alb na světě) a bylo zařazeno do knihy 1001 alb, která musíte slyšet, než umřete (1001 Albums You Must Hear Before You Die).

## Seznam skladeb

### LP
| Strana 1 | Strana 1               | Strana 1      | Strana 1 |
| Pořadí   | Název                  | Autor         | Délka    |
| -------- | ---------------------- | ------------- | -------- |
| 1.       | Most Anything You Want | Ingle         | 3:44     |
| 2.       | Flowers and Beads      | Ingle         | 3:09     |
| 3.       | My Mirage              | Ingle         | 4:55     |
| 4.       | Termination            | Brann, Dorman | 2:53     |
| 5.       | Are You Happy          | Ingle         | 4:31     |

| Strana 2       | Strana 2           | Strana 2       | Strana 2 |
| Pořadí         | Název              | Autor          | Délka    |
| -------------- | ------------------ | -------------- | -------- |
| 1.             | In-A-Gadda-Da-Vida | Ingle          | 17:05    |
| Celková délka: | Celková délka:     | Celková délka: | 36:15    |

### CD
| In-A-Gadda-Da-Vida Deluxe Edition | In-A-Gadda-Da-Vida Deluxe Edition    | In-A-Gadda-Da-Vida Deluxe Edition | In-A-Gadda-Da-Vida Deluxe Edition |
| Pořadí                            | Název                                | Autor                             | Délka                             |
| --------------------------------- | ------------------------------------ | --------------------------------- | --------------------------------- |
| 1.                                | Most Anything You Want               | Ingle                             | 3:44                              |
| 2.                                | Flowers and Beads                    | Ingle                             | 3:09                              |
| 3.                                | My Mirage                            | Ingle                             | 4:55                              |
| 4.                                | Termination                          | Brann, Dorman                     | 2:53                              |
| 5.                                | Are You Happy                        | Ingle                             | 4:31                              |
| 6.                                | In-A-Gadda-Da-Vida                   | Ingle                             | 17:05                             |
| 7.                                | In-A-Gadda-Da-Vida (koncertní verze) | Ingle                             | 18:51                             |
| 8.                                | In-A-Gadda-Da-Vida (singlová verze)  | Ingle                             | 2:53                              |
| Celková délka:                    | Celková délka:                       | Celková délka:                    | 57:59                             |

## Sestava
Iron Butterfly
- Doug Ingle – varhany, klávesy, zpěv ve všech skladbách mimo „Termination“
- Erik Brann – kytara, doprovodný zpěv, zpěv v „Termination“
- Lee Dorman – baskytara, doprovodný zpěv
- Ron Bushy – bicí, perkuse

Produkce
- Iron Butterfly – aranže
- Don Casale – producent
- Jim Hilton – nahrávání, zvukový inženýr
- Bill Cooper – mix